# Rudebeckiana
Rudebeckiana is een geslacht van kevers uit de familie bladkevers (Chrysomelidae).
De wetenschappelijke naam van het geslacht werd in 1959 gepubliceerd door Bechyne.

## Soorten
- Rudebeckiana minuta Daccordi, 1978